# Sambade (Alfândega da Fé)
Sambade es una freguesia portuguesa del municipio de Alfândega da Fé, con 32,19 km² de área y 605 habitantes (2001). Densidad de población: 18,8 hab/km².